# Pero arciogona
Pero arciogona là một loài bướm đêm trong họ Geometridae.